# Echsenbach
Echsenbach ist eine Marktgemeinde mit 1246 Einwohnern (Stand 1. Jänner 2025) im Bezirk Zwettl in Niederösterreich.

## Geografie
Echsenbach liegt im Waldviertel in Niederösterreich. Die Fläche der Marktgemeinde umfasst 23,13 km². 21,65 Prozent der Fläche sind bewaldet.

### Gemeindegliederung
Das Gemeindegebiet umfasst folgende sieben Ortschaften (in Klammern Einwohnerzahl Stand 1. Jänner 2025):
- Echsenbach (768)
- Gerweis (142)
- Großkainraths (85)
- Haimschlag (85)
- Kleinpoppen (75)
- Rieweis (35)
- Wolfenstein (56)

Die Gemeinde besteht aus den Katastralgemeinden Echsenbach, Gerweis, Großkainraths, Haimschlag, Kleinpoppen, Rieweis und Wolfenstein.

### Nachbargemeinden
|        | Vitis (Waidhofen)                           | Schwarzenau |
|        | Kompassrose, die auf Nachbargemeinden zeigt |             |
| Zwettl |                                             | Allentsteig |

## Geschichte
Echsenbach, Edelsitz derer von Ochsenbach, wurde 1175 erstmals urkundlich erwähnt. Laut Adressbuch von Österreich waren im Jahr 1938 in der Marktgemeinde Echsenbach ein Bäcker, ein Baumeister (Wenzel Hartl), ein Anlagenmonteur, ein Fleischer, vier Gastwirte, drei Gemischtwarenhändler, ein Landmaschinenhändler, zwei Marktfahrer, ein Sägewerk (Wenzel Hartl), ein Sattler, ein Schmied, ein Schneider und zwei Schneiderinnen, vier Schuster, ein Trafikant, drei Tischler, zwei Viehhändler, ein Wagner, ein Zimmermeister und einige Landwirte ansässig. Weiters betrieb die Echsenbacher Granitgewerkschaft GmbH einen Steinbruch.

### Einwohnerentwicklung
| Echsenbach: Einwohnerzahlen von 1869 bis 2025       | Echsenbach: Einwohnerzahlen von 1869 bis 2025 | Echsenbach: Einwohnerzahlen von 1869 bis 2025 | Echsenbach: Einwohnerzahlen von 1869 bis 2025 | Echsenbach: Einwohnerzahlen von 1869 bis 2025 |
| --------------------------------------------------- | --------------------------------------------- | --------------------------------------------- | --------------------------------------------- | --------------------------------------------- |
| Jahr                                                |                                               |                                               |                                               | Einwohner                                     |
| 1869                                                | 1869                                          |                                               | 1.040                                         | 1.040                                         |
| 1880                                                | 1880                                          |                                               | 1.165                                         | 1.165                                         |
| 1890                                                | 1890                                          |                                               | 1.117                                         | 1.117                                         |
| 1900                                                | 1900                                          |                                               | 1.099                                         | 1.099                                         |
| 1910                                                | 1910                                          |                                               | 1.277                                         | 1.277                                         |
| 1923                                                | 1923                                          |                                               | 1.199                                         | 1.199                                         |
| 1934                                                | 1934                                          |                                               | 1.226                                         | 1.226                                         |
| 1939                                                | 1939                                          |                                               | 1.274                                         | 1.274                                         |
| 1951                                                | 1951                                          |                                               | 1.258                                         | 1.258                                         |
| 1961                                                | 1961                                          |                                               | 1.268                                         | 1.268                                         |
| 1971                                                | 1971                                          |                                               | 1.315                                         | 1.315                                         |
| 1981                                                | 1981                                          |                                               | 1.214                                         | 1.214                                         |
| 1991                                                | 1991                                          |                                               | 1.259                                         | 1.259                                         |
| 2001                                                | 2001                                          |                                               | 1.249                                         | 1.249                                         |
| 2011                                                | 2011                                          |                                               | 1.196                                         | 1.196                                         |
| 2021                                                | 2021                                          |                                               | 1.287                                         | 1.287                                         |
| 2025                                                | 2025                                          |                                               | 1.246                                         | 1.246                                         |
| Quelle(n): Statistik Austria, Gebietsstand 1.1.2021 |                                               |                                               |                                               |                                               |

## Kultur und Sehenswürdigkeiten

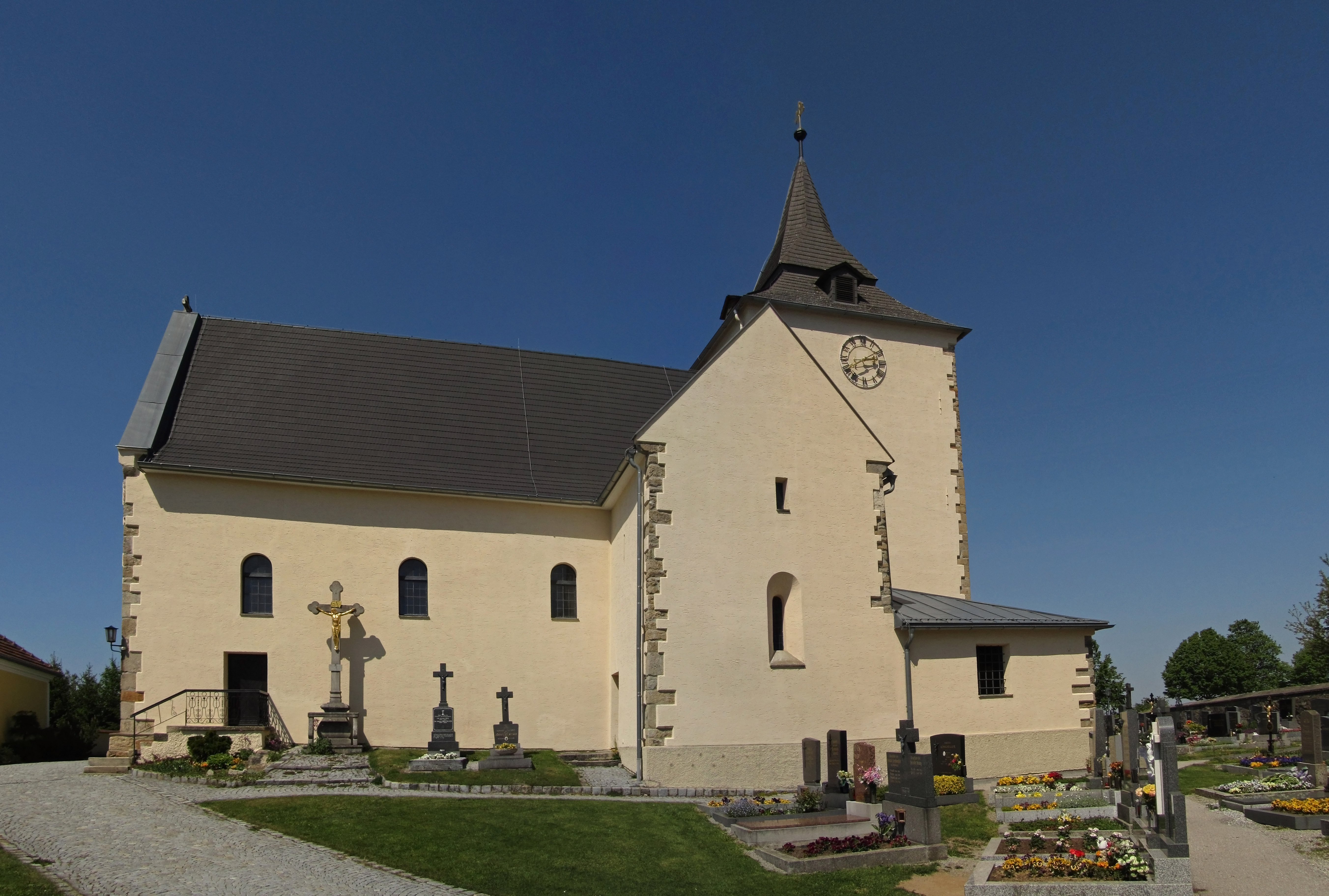
Pfarrkirche Echsenbach

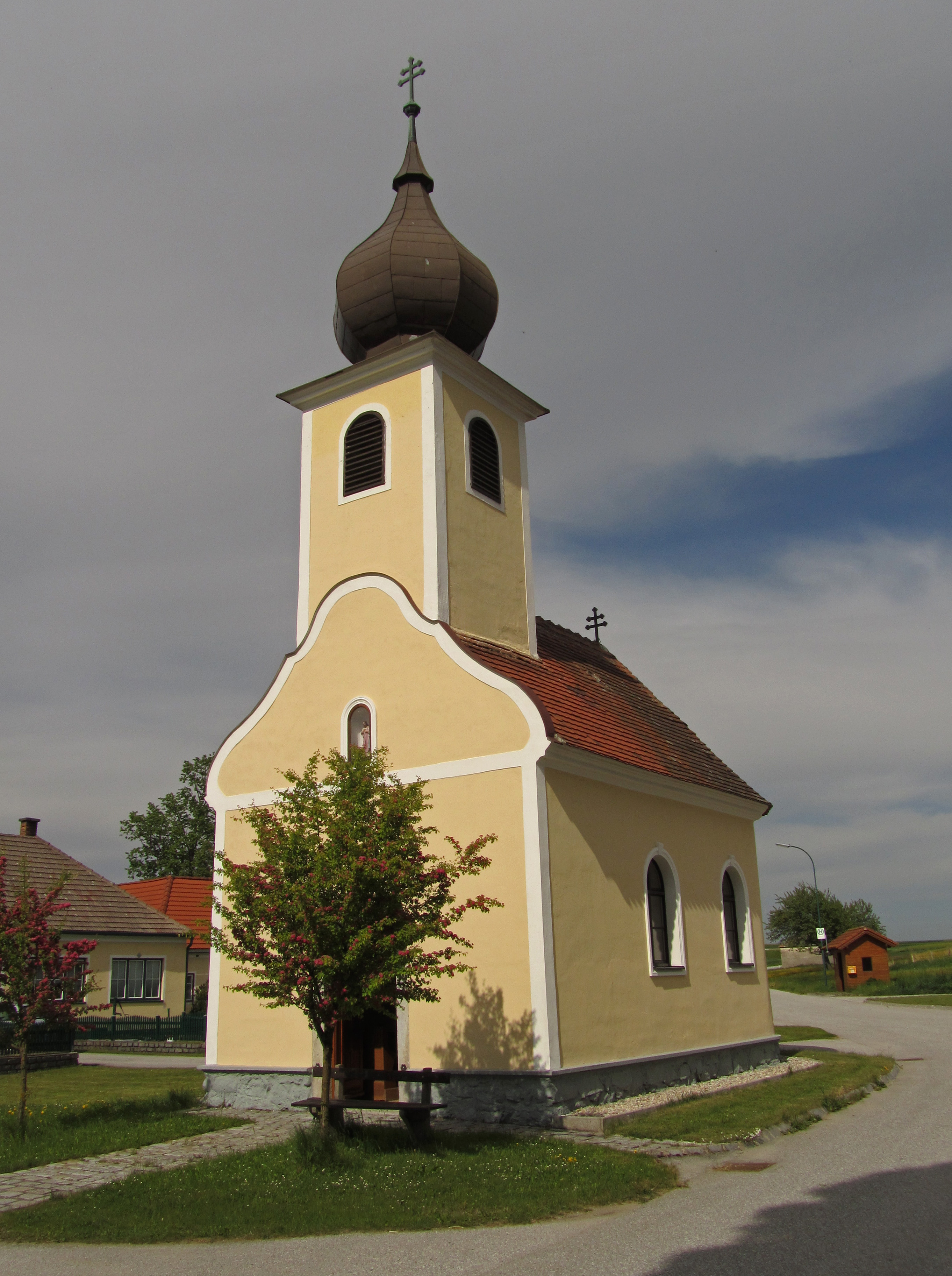
Ortskapelle Rieweis

- Katholische Pfarrkirche Echsenbach hl. Jakobus der Ältere
- Ortskapelle Gerweis
- Ortskapelle Kleinpoppen
- Ortskapelle Rieweis
- Österreichs einziges Schnapsglas-Museum mit rund Tausend Exponaten aus der Sammlung Harald Rath
- zwei Mal jährlich Glaskunstwochen (Glasblasen in der Glashütte)
- Faschingsumzug im Februar, seit 1973, alle 10 Jahre[4]

## Wirtschaft und Infrastruktur
Größter Arbeitgeber in der Gemeinde ist die Hartl Haus Holzindustrie GmbH.

### Wirtschaftssektoren
Von den im Jahr 2010 vorhandenen 74 landwirtschaftlichen Betrieben wurden 34 im Haupt-, 36 im Nebenerwerb, zwei von Personengesellschaften und zwei von juristischen Personen geführt. Im Produktionssektor waren 278 Personen mit der Herstellung von Waren und 30 im Baugewerbe beschäftigt. Die wichtigsten Arbeitgeber im Dienstleistungssektor waren die Bereiche soziale und öffentliche Dienste (35) und Beherbergung und Gastronomie (20 Erwerbstätige).
| Wirtschaftssektor            | Anzahl Betriebe | Anzahl Betriebe | Erwerbstätige | Erwerbstätige |
| Wirtschaftssektor            | 2011            | 2001            | 2011          | 2001          |
| ---------------------------- | --------------- | --------------- | ------------- | ------------- |
| Land- und Forstwirtschaft 1) | 74              | 90              | 71            | 77            |
| Produktion                   | 10              | 9               | 308           | 281           |
| Dienstleistung               | 42              | 27              | 75            | 69            |

1) Betriebe mit Fläche in den Jahren 2010 und 1999

### Öffentliche Einrichtungen
In Echsenbach befinden sich ein Kindergarten und eine Volksschule.

### Regionale Zusammenarbeit
Die Marktgemeinde Echsenbach ist Mitglied der Kleinregion ASTEG.

## Politik

### Gemeinderat
Im Marktgemeinderat gibt es nach der Gemeinderatswahl vom 26. Jänner 2025 bei insgesamt 19 Sitzen folgende Mandatsverteilung:
| Partei | 2025  | 2025    | 2020  | 2020    | 2015  | 2015    | 2010  | 2010    | 2005  | 2005    |
| Partei | %     | Mandate | %     | Mandate | %     | Mandate | %     | Mandate | %     | Mandate |
| ------ | ----- | ------- | ----- | ------- | ----- | ------- | ----- | ------- | ----- | ------- |
| ÖVP    | 74,15 | 15      | 78,45 | 15      | 87,28 | 17      | 82,35 | 16      | 79,09 | 15      |
| SPÖ    | 4,25  | 0       | 10,54 | 2       | 12,72 | 2       | 17,65 | 3       | 20,91 | 4       |
| FPÖ    | 21,6  | 4       | 11,01 | 2       |       |         |       |         |       |         |

### Bürgermeister
- 1994–2013 Johann Lehr (ÖVP)[15]
- 2013–2025 Josef Baireder (ÖVP)[16]
- seit 2025 Andreas Straßer (ÖVP)[17]

### Wappen
Das Wappen wird in einem Text von 1795 folgendermaßen beschrieben: Das Wappen besteht aus einem gelben Schild, worauf man unten eine aufsteigende rote Spitze, welche bis etwas über den Mittelpunkt hinauflangt, sieht. Oben sieht man zwei gegeneinander stoßende braune Ochsenköpfe, mit ganzem Halse, bis an die Brust, deren einer rechts, der andere links herein abwärts schräg gestellt ist.

## Persönlichkeiten

### Ehrenbürger
- 2013: Hannes Lehr, Alt-Bürgermeister von Echsenbach[19]

### Söhne und Töchter der Gemeinde
- Heinrich Eichhorn (1850–1920), Landwirt und Politiker, Mitglied des Abgeordnetenhauses 1897–1900[20]
- Rudolf Franz Eichhorn (1853–1925), Pfarrer und Sozialreformer, wurde im Ortsteil Kleinpoppen geboren.